# Купцов, Дмитрий Александрович
Дмитрий Александрович Купцов (1915—1997) — советский военнослужащий, разведчик, участник Великой Отечественной войны, Герой Советского Союза (1945).

## Биография
Родился 26 (13) мая 1915 года в селе Зюзино Васильевской волости Богородского уезда Московской губернии (ныне Раменский район Московской области) в семье крестьян Александра Васильевича и Евдокии Иоакимовны Купцовых. Окончил школу крестьянской молодёжи в селе Кудиново Ногинского района в 1930 году. Работал слесарем Люберецкого электромеханического завода. С 1940 года жил в Ольском районе Дальневосточного края (в настоящее время — Магаданская область). Работал коком на судах торгового флота. В Красной Армии в 1937—1938 годы и с августа 1943 года.

### Подвиг
В боях Великой Отечественной войны с января 1944 года. Разведчик 257-й отдельной разведывательной роты (199-я стрелковая дивизия, 49-я армия, 2-й Белорусский фронт) рядовой Купцов в ночь на 27 июня 1944 года в составе роты одним из первых вплавь преодолел Днепр в районе деревни Требухи (ныне д. Калиновая Могилёвского района Могилёвской области), захватил рубеж и закрепился на нём. Звание Героя Советского Союза присвоено 24 марта 1945 года.
После войны — демобилизован. Жил в селе Вялки, пгт. Быково Раменского района.
Умер в 1997 году. Похоронен на Новом кладбище села Зюзино Раменского района Московской области.

## Награды
Награждён орденами Ленина, Отечественной войны 1 степени, Красной Звезды, медалями.